# Lars Berger
Lars Berger (Levanger, 1º maggio 1979) è un ex biatleta e fondista norvegese.
Ha sempre fatto della componente sci di fondo il suo punto di forza nel biathlon.
È fratello di Tora, a sua volta sciatrice nordica di alto livello.

## Biografia

### Carriera nel biathlon
Originario di Lesja, ha iniziato a praticare biathlon a livello agonistico nel 1990 ed è entrato a far parte della nazionale norvegese nel 2002. In Coppa del Mondo ha esordito il 4 gennaio 2001 nella sprint di Oberhof, chiudendo al 60º posto, ha conquistato il primo podio il 25 gennaio 2003 nella staffetta di Anterselva e la prima vittoria l'11 dicembre 2003 nella sprint di Hochfilzen.
Ai Mondiali di biathlon ha debuttato nel 2004 a Oberhof vincendo due argenti, nella partenza in linea e nella staffetta; nella competizione vanta anche un oro, nella staffetta di Pyeongchang 2009 con Emil Hegle Svendsen, Halvard Hanevold e Ole Einar Bjørndalen, e altri due argenti.

### Carriera nello sci di fondo
In carriera ha partecipato ad alcune gare di Coppa del Mondo, nella quale ha debuttato il 22 novembre 2003 a Beitostølen nella 15 km a tecnica libera, arrivando 7º; ha ottenuto il primo podio il giorno seguente nella staffetta disputata nella medesima località (2°) e la prima vittoria il 20 novembre 2011 nella staffetta di Sjusjøen.
Ha partecipato a due edizioni dei Mondiali, Obersdtorf 2005 e Sapporo 2007, vincendo le due staffette e la 15 km a tecnica libera in Giappone, grazie a un pettorale basso e le condizioni avverse trovate dagli atleti più quotati, partiti per ultimi.
Ai XXI Giochi olimpici invernali ha gareggiato sia nel biathlon (46° nella 10 km sprint, 23° nella 12,5 km inseguimento) sia nel fondo, dove ha ottenuto il risultato più prestigioso: argento nella staffetta.

## Palmarès

### Biathlon

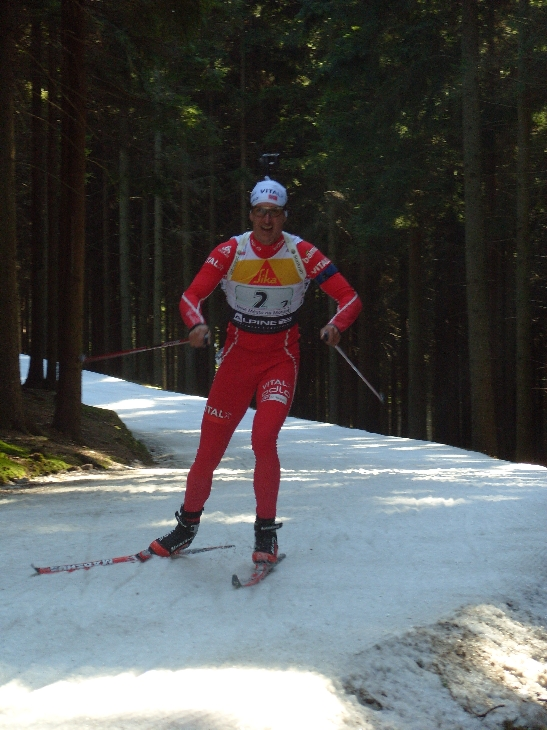
Lars Berger in gara a Nové Město na Moravě nel 2008

#### Mondiali
- 5 medaglie:
  - 1 oro (staffetta[2] a Pyeongchang 2009)
  - 4 argenti (partenza in linea[2], staffetta[2] a Oberhof 2004; staffetta[2] ad Anterselva 2007; sprint[2] a Pyeongchang 2009)

#### Europei
- 1 medaglia:
  - 1 argento (staffetta a Nové Město 2008)

#### Coppa del Mondo
- Miglior piazzamento in classifica generale: 5º nel 2004
- 23 podi (14 individuali, 9 a squadre), oltre a quelli conquistati in sede iridata e validi anche ai fini della Coppa del Mondo:
  - 10 vittorie (7 individuali, 3 a squadre)
  - 6 secondi posti (3 individuali, 3 a squadre)
  - 7 terzi posti (4 individuali, 3 a squadre)

##### Coppa del Mondo - vittorie
| Data             | Località           | Nazione     | Specialità                                                      |
| ---------------- | ------------------ | ----------- | --------------------------------------------------------------- |
| 11 dicembre 2003 | Hochfilzen         | Austria     | SP                                                              |
| 13 dicembre 2003 | Hochfilzen         | Austria     | RL (con Stian Eckhoff, Halvard Hanevold e Ole Einar Bjørndalen) |
| 27 febbraio 2004 | Lake Placid        | Stati Uniti | SP                                                              |
| 11 marzo 2004    | Oslo Holmenkollen  | Norvegia    | SP                                                              |
| 17 dicembre 2006 | Hochfilzen         | Austria     | RL (con Emil Hegle Svendsen, Frode Andresen e Halvard Hanevold) |
| 20 dicembre 2008 | Hochfilzen         | Austria     | SP                                                              |
| 13 marzo 2009    | Vancouver Whistler | Canada      | SP                                                              |
| 14 gennaio 2011  | Ruhpolding         | Germania    | SP                                                              |
| 11 dicembre 2011 | Hochfilzen         | Austria     | RL (con Rune Brattsveen, Emil Hegle Svendsen e Tarjei Bø)       |
| 6 dicembre 2013  | Hochfilzen         | Austria     | SP                                                              |

Legenda:

SP = sprint

RL = staffetta

### Sci di fondo

#### Olimpiadi
- 1 medaglia:
  - 1 argento (staffetta a Vancouver 2010)

#### Mondiali
- 3 medaglie:
  - 3 ori (staffetta a Oberstdorf 2005; 15 km a tecnica libera, staffetta a Sapporo 2007)

#### Coppa del Mondo
- Miglior piazzamento in classifica generale: 78º nel 2007
- 2 podi (a squadre):
  - 1 vittoria
  - 1 secondo posto

##### Coppa del Mondo - vittorie
| Data             | Luogo    | Paese    | Disciplina                                                     |
| ---------------- | -------- | -------- | -------------------------------------------------------------- |
| 20 novembre 2011 | Sjusjøen | Norvegia | 4x10 km (con Eldar Rønning, Finn Hågen Krogh e Petter Northug) |

#### Campionati norvegesi
- 1 medaglia:
  - 1 bronzo (15 km a tecnica libera nel 2005)